# Acanthophyllum chloroleucum
Acanthophyllum chloroleucum là loài thực vật có hoa thuộc họ Cẩm chướng. Loài này được Rech.f. & Aellen mô tả khoa học đầu tiên năm 1951.